# Chã Grande
Chã Grande est une ville brésilienne de l'est de l'État du Pernambouc. 